# Wasim Sajjad
Wasim Sajjad (n. 30 martie 1941) a fost președintele interimar al Pakistanului.